# Franz Josef Krings
Franz Josef Krings (* 1886; † 1968) war ein deutscher Architekt und Bildhauer, der insbesondere in seiner Heimatstadt Königswinter wirkte.

## Leben
Für die vom örtlichen Verkehrsverein aufgrund der Hyperinflation nach dem Ersten Weltkrieg ab 1921 ausgegebenen Notgeld-Gutscheine steuerte Krings Entwürfe zur künstlerischen Gestaltung bei. 1925 organisierte er als Leiter eines Festausschusses der Ortsvereine den örtlichen Festumzug zur Jahrtausendfeier der Rheinlande. In der im Jahr darauf von den Initiatoren dieser Feier gegründeten „Arbeitsgemeinschaft zur Pflege der Heimat“ (heute „Heimatverein Siebengebirge e. V.“) wirkte Krings als Vorstandsmitglied und Kunstwart.
Krings' Grabstätte befindet sich auf dem Friedhof Oberweingartenweg in Königswinter.

## Werk (Auswahl)
- 1913:–9999 Königswinter, Drachenfelsstraße 107, Nibelungenhalle, bildhauerische Arbeiten (u. a. Halbreliefs von Göttern und Riesen)[4]
- 1915:–9999 Königswinter, Drachenfelsstraße 5–7, Rathaus, Siegfried-Denkmal (Stifter: Vaterländischer Frauenverein)
- 1920:–9999 Königswinter, Hotel Union, Drachenskulptur (heute im Siebengebirgsmuseum)[6]
- 1928:–9999 Königswinter, Hauptstraße (früher Nr. 92), Hotel Wenzel (vormals Lommerzheim), Umbau[7]
- 1929:–9999 Königswinter, Friedhof Am Palastweiher, Kriegerdenkmal (in Folge des Zweiten Weltkriegs ergänzt)[8][9]
- 1930:–9999 Königswinter, Drachenfelsstraße 9, Verkehrsamt und Säulenhalle am Rathaus[10][11]
- 1933:–9999 Königswinter, Drachenfelsstraße 107, Nibelungenhalle, Drachenhöhle[12]
- 1934:–9999 Königswinter, Von-Claer-Straße 15–17, Doppelwohnhaus[13][14]
- 1934:–9999 Königswinter, Drachenfelsstraße 12, Wohn- und Geschäftshaus, Umbau für die Zweigstelle Königswinter der Kreissparkasse Siegburg[15][16]
- um 1935:-     Honnef, Insel Grafenwerth, Entwurf für einen Ehrenhof für die Gefallenen des Ersten Weltkrieges (nicht ausgeführt)[17]
- 1937:–9999 Königswinter, Entwurf für ein Landerholungsheim der NS-Gemeinschaft Kraft durch Freude (nicht ausgeführt)[18]
- 1937–1938: Bad Godesberg, Ortsteil Mehlem, Am Glückshaus 18–20, Villa mit Pförtnerhaus, Translozierung von Königswinter (Bauherr: Deutsche Arbeitsfront)[19]
- 1937–1938: Königswinter, Hauptstraße 330, Villa Leonhart, Umbau und Erweiterung (Bauherr: Deutsche Arbeitsfront)
- 1938:–9999 Königswinter, Drachenfelsstraße, Weinbrunnen
- nach 1945: - Königswinter, Hauptstraße 357, Hotel „Haus Hindenburg“, Umbau[20]
- 1949:–9999 Königswinter, Nachtigallental, Willi-Ostermann-Denkmal (künstlerische Gestaltung)[21]

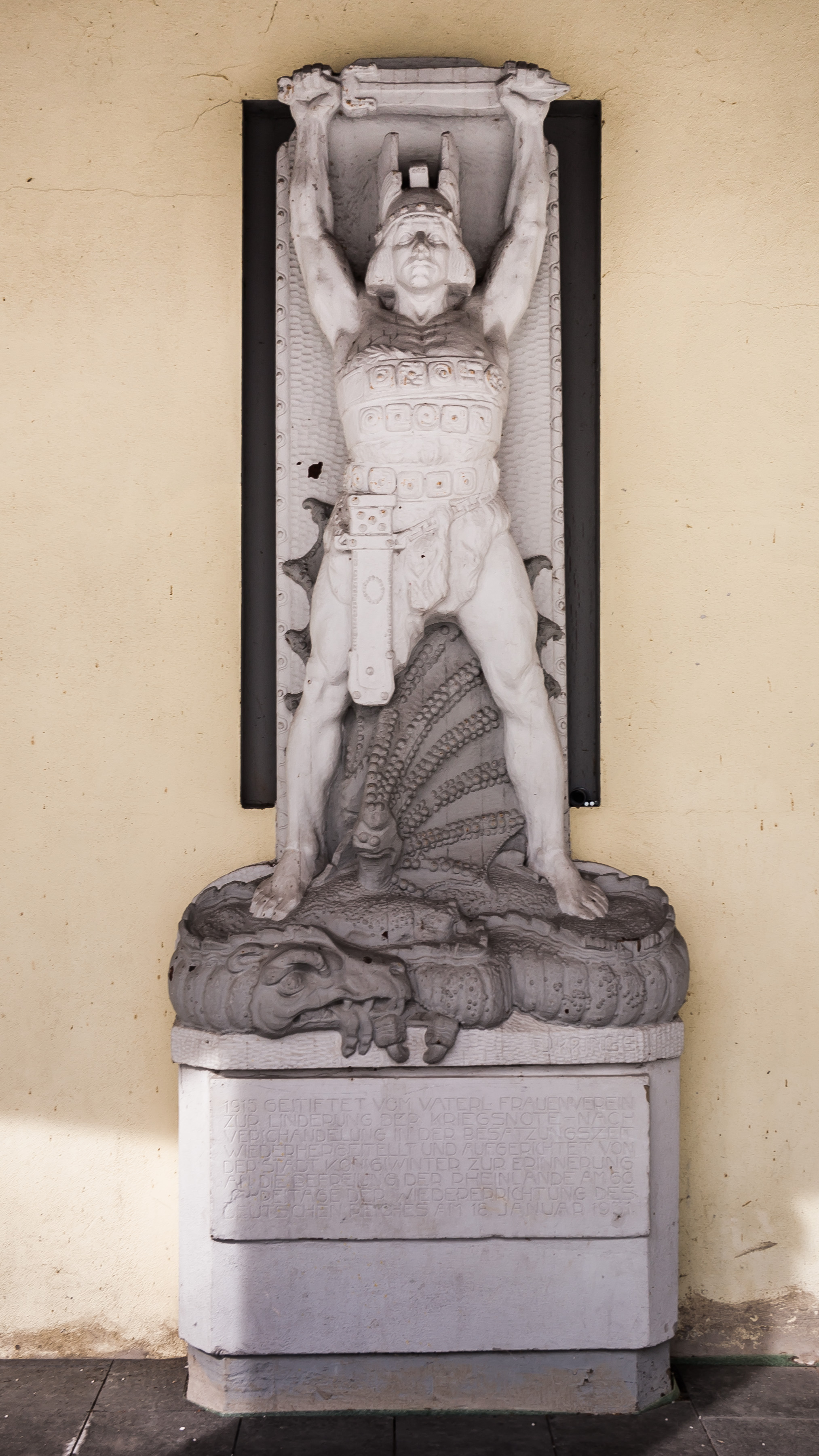
Siegfried-Denkmal am Rathaus (1915)
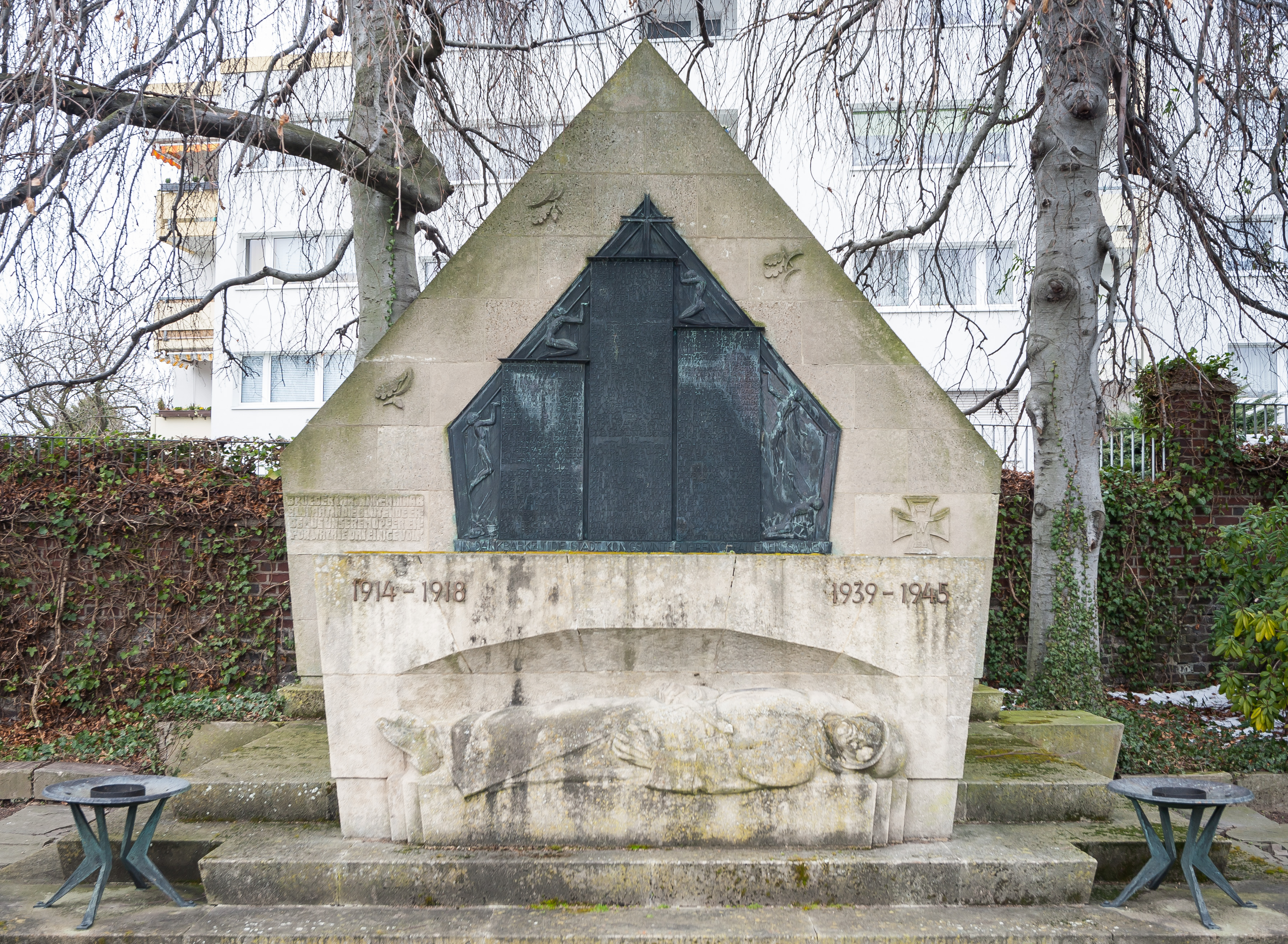
Kriegerdenkmal auf dem Friedhof Am Palastweiher (1929)
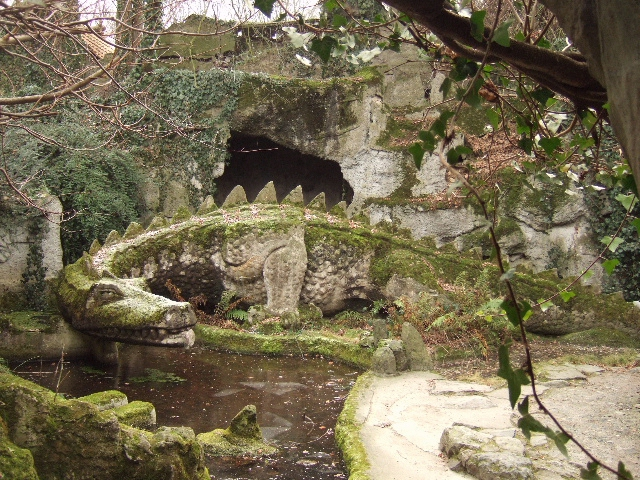
Drachenhöhle an der Nibelungenhalle (1933)
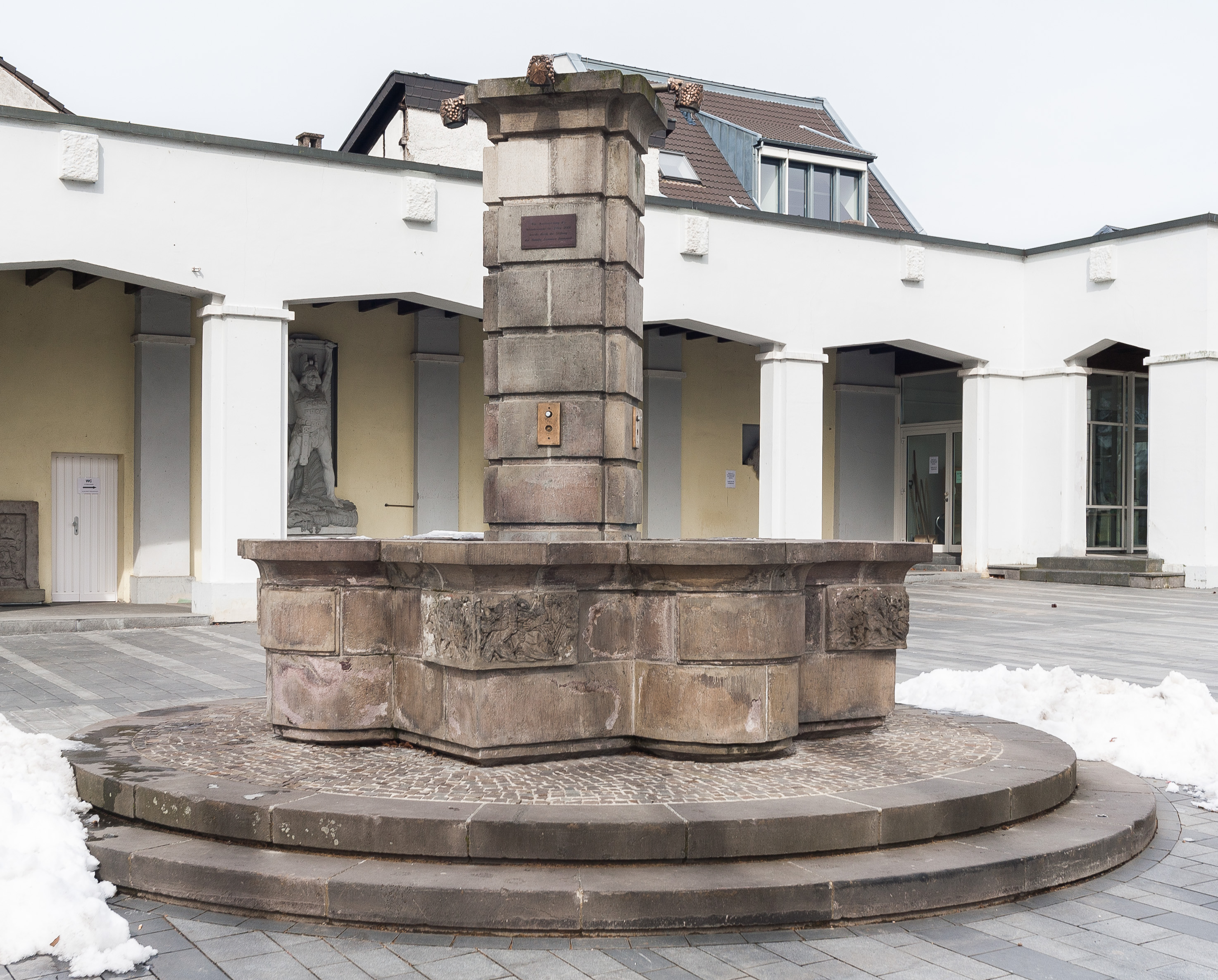
Weinbrunnen auf dem Marktplatz (1938)
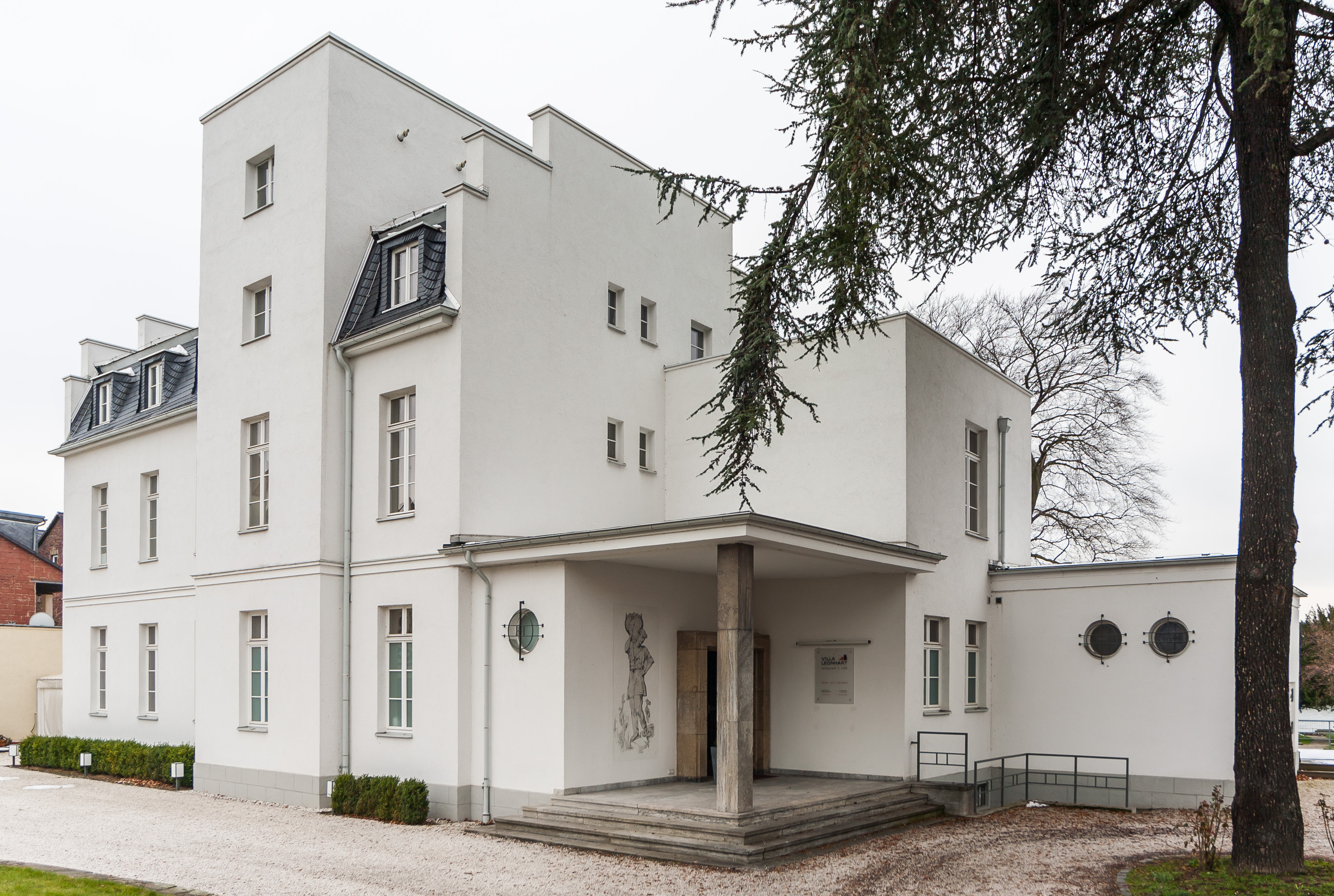
Villa Leonhart (1938)
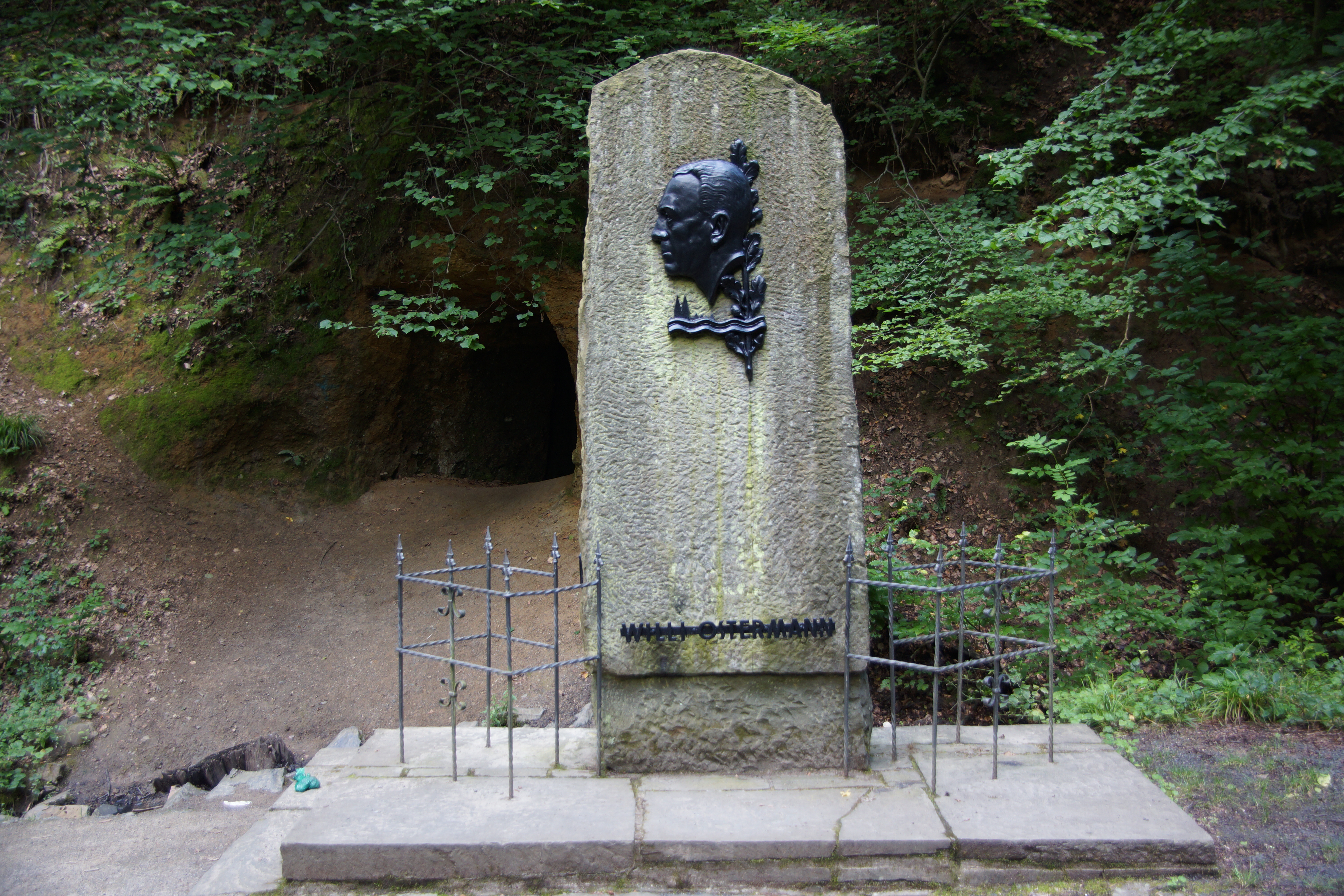
Willi-Ostermann-Denkmal im Nachtigallental (1949)